# Мост через Ахтубу
Мост через Ахтубу — автодорожный мост через реку Ахтубу и дорожная инфраструктура, выходящая на автодорогу Волжский—Средняя Ахтуба. Строительство началось в июне 2009 года в составе II пускового комплекса I очереди Волгоградского мостового перехода. Мостовой переход позволил организовать движение транспорта из центральной части Волгограда до города Волжский, минуя северную часть Волгограда и плотину Волжской ГЭС.
Протяжённость мостового перехода через Ахтубу с подходами составляет 6,5 км, из которых 2,2 — мосты, путепроводы и эстакады.
Открытие II пускового комплекса I очереди мостового перехода состоялось 20 декабря 2017 года. На первом этапе было открыто только левое строение мостового перехода.
В феврале 2020 года Правительство выделило региону 990 млн рублей на достройку второго моста через Ахтубу, в июне 2020 года было добавлено ещё 127 млн рублей.
26 июня 2020 состоялось открытие движения по правому строению мостового перехода, что ознаменовало полный ввод в эксплуатацию всех сооружений II пускового комплекса I очереди, а также позволило создать объезд плотины Волжской ГЭС.